# 達伊爾
達伊爾（—1786年），哈薩克汗國中玉茲局部地區的可汗，他的父親是巴拉克蘇丹。
他是巴拉克蘇丹三子，父親去世後由在突厥斯坦城的親戚養大，在1760年代至1780年代，他領導了幾個乃蠻部氏族，在錫爾河下游的鹹海地區漫遊。在 1770 年代中期，乃蠻部Tortuyl氏族、阿爾根的卡拉卡塞克氏族和弘吉剌部一些氏族的長老(阿克撒卡爾)選舉達伊爾為他們的可汗。這時，戴爾娶了阿布賚的女兒卡拉沙什·卡努姆。1781年6月，阿布賚去世後，達伊爾爾要求奧倫堡總督 I. A. Reinsdorp 批准他為大玉茲的可汗。他的請願書沒有得到答覆。